# Halowe Mistrzostwa Świata w Lekkoatletyce 2006 – bieg na 400 m mężczyzn
Bieg na 400 m mężczyzn – jedna z konkurencji rozgrywanych podczas halowych mistrzostw świata w lekkoatletyce w 2006. Eliminacje odbyły się 10 marca, półfinały miały miejsce 11 marca, finał zaś został rozegrany 12 marca.
Do eliminacji zgłoszonych zostało 28 zawodników z 21 państw.
Zawody w tej konkurencji wygrał reprezentant Grenady Alleyne Francique. Drugą pozycję zajął zawodnik z Botswany California Molefe, trzecią zaś reprezentujący Bahamy Chris Brown.

## Wyniki

### Eliminacje
Źródło: 
Bieg 1
| Miejsce | Zawodnik           | Państwo   | Wynik | Uwagi |
| ------- | ------------------ | --------- | ----- | ----- |
| 1.      | California Mofele  | Botswana  | 45,74 | WL    |
| 2.      | Dmitrij Pietrow    | Rosja     | 46,29 |       |
| 3.      | Ołeksij Raczkowśki | Ukraina   | 47,13 |       |
| 4.      | Santiago Ezquerro  | Hiszpania | 47,36 |       |
| 5.      | David Gillick      | Irlandia  | 47,61 | SB    |
| 6.      | Chon Kin Sou       | Makau     | 49,95 | NR    |

Bieg 2
| Miejsce | Zawodnik           | Państwo     | Wynik | Uwagi |
| ------- | ------------------ | ----------- | ----- | ----- |
| 1.      | Alleyne Francique  | Grenada     | 46,79 |       |
| 2.      | Marcin Marciniszyn | Polska      | 46,88 |       |
| 3.      | Ruwen Faller       | Niemcy      | 47,02 |       |
| 4.      | Valentin Bulichev  | Azerbejdżan | 48,26 |       |
| –       | Sanjay Ayre        | Jamajka     | DSQ   |       |

Bieg 3
| Miejsce | Zawodnik         | Państwo             | Wynik | Uwagi |
| ------- | ---------------- | ------------------- | ----- | ----- |
| 1.      | Chris Brown      | Bahamy              | 46,64 |       |
| 2.      | Władisław Frołow | Rosja               | 46,69 |       |
| 3.      | Carlos Santa     | Dominikana          | 47,00 |       |
| 4.      | Isaac Yaya       | Polinezja Francuska | 48,45 | NR    |
| –       | Asad Iqbal       | Pakistan            | DSQ   |       |

Bieg 4
| Miejsce | Zawodnik          | Państwo           | Wynik | Uwagi |
| ------- | ----------------- | ----------------- | ----- | ----- |
| 1.      | Milton Campbell   | Stany Zjednoczone | 46,67 |       |
| 2.      | Daniel Dąbrowski  | Polska            | 46,80 |       |
| 3.      | Arismendy Peguero | Dominikana        | 47,32 | PB    |
| 4.      | Chris Lloyd       | Dominika          | 47,33 | SB    |
| 5.      | Andrés Silva      | Urugwaj           | 47,50 | NR    |
| 6.      | Brice Panel       | Francja           | 48,52 |       |

Bieg 5
| Miejsce | Zawodnik                  | Państwo           | Wynik | Uwagi |
| ------- | ------------------------- | ----------------- | ----- | ----- |
| 1.      | Davian Clarke             | Jamajka           | 46,37 |       |
| 2.      | David McCarthy            | Irlandia          | 46,68 | SB    |
| 3.      | David Canal               | Hiszpania         | 47,38 |       |
| 4.      | Anderson Jorge dos Santos | Brazylia          | 48,19 | SB    |
| 5.      | Nicholas Mangham          | Palau             | 54,80 | NR    |
| –       | LaShawn Merritt           | Stany Zjednoczone | DSQ   |       |

### Półfinały
Źródło: 
Bieg 1
| Miejsce | Zawodnik          | Państwo           | Wynik | Uwagi |
| ------- | ----------------- | ----------------- | ----- | ----- |
| 1.      | Alleyne Francique | Grenada           | 45,86 |       |
| 2.      | California Mofele | Botswana          | 46,02 |       |
| 3.      | Milton Campbell   | Stany Zjednoczone | 46,22 |       |
| 4.      | Daniel Dąbrowski  | Polska            | 46,61 |       |
| 5.      | Ruwen Faller      | Niemcy            | 46,67 |       |
| 6.      | Władisław Frołow  | Rosja             | 47,11 |       |

Bieg 2
| Miejsce | Zawodnik           | Państwo    | Wynik | Uwagi |
| ------- | ------------------ | ---------- | ----- | ----- |
| 1.      | Chris Brown        | Bahamy     | 46,10 |       |
| 2.      | Davian Clarke      | Jamajka    | 46,23 | SB    |
| 3.      | Dmitrij Pietrow    | Rosja      | 46,44 |       |
| 4.      | Marcin Marciniszyn | Polska     | 46,97 |       |
| 5.      | Carlos Santa       | Dominikana | 47,11 |       |
| 6.      | David McCarthy     | Irlandia   | 47,11 |       |

### Finał
Źródło: 
| Miejsce | Zawodnik          | Państwo           | Wynik | Uwagi |
| ------- | ----------------- | ----------------- | ----- | ----- |
| 01 !    | Alleyne Francique | Grenada           | 45,54 | SB    |
| 02 !    | California Mofele | Botswana          | 45,75 |       |
| 03 !    | Chris Brown       | Bahamy            | 45,78 | NR    |
| 4.      | Davian Clarke     | Jamajka           | 45,93 | SB    |
| 5.      | Milton Campbell   | Stany Zjednoczone | 46,15 | SB    |
| 6.      | Dmitrij Pietrow   | Rosja             | 47,33 |       |